# 125 Liberatrix
A 125 Liberatrix a Naprendszer kisbolygóövében található aszteroida. Prosper-Mathieu Henry fedezte fel 1872. szeptember 11-én.